# Zarząd wspólnoty mieszkaniowej
Zarząd wspólnoty mieszkaniowej – organ wspólnoty mieszkaniowej, który kieruje sprawami wspólnoty i reprezentuje ją na zewnątrz oraz w stosunkach między wspólnotą a poszczególnymi właścicielami lokali. Zarząd składa się z osób fizycznych, wybranych spośród właścicieli lub spoza ich grona. Właściciele lokali mają obowiązek wybrać zarząd we wspólnocie liczącej ponad 3 lokale (w mniejszych wspólnotach zarząd stanowią wszyscy właściciele). Gdy zarząd jest kilkuosobowy, oświadczenia woli za wspólnotę mieszkaniową składają przynajmniej dwaj jego członkowie. Zarząd lub poszczególni jego członkowie mogą być w każdej chwili uchwałą właścicieli lokali zawieszeni w czynnościach lub odwołani.
Jeśli sposób sprawowania zarządu nieruchomością wspólną określono zgodnie z art. 18 ust. 1 ustawy o własności lokali, rolę zarządu pełni zarządca notarialny. Zarządca nie jest jednak organem wspólnoty mieszkaniowej, lecz jej pełnomocnikiem, ustanowionym w drodze umowy notarialnej.
Zarząd wspólnoty mieszkaniowej (lub zarządca notarialny), obowiązany jest:
1. dokonywać rozliczeń przez rachunek bankowy;
2. składać właścicielom roczne sprawozdanie ze swojej działalności;
3. zwoływać zebranie ogółu właścicieli co najmniej raz w roku, nie później niż w pierwszym kwartale każdego roku (do 31 marca);
4. prowadzić dla nieruchomości wspólnej, określoną przez wspólnotę mieszkaniową ewidencję pozaksięgową kosztów zarządu nieruchomością wspólną oraz zaliczek uiszczanych na pokrycie tych kosztów, a także rozliczeń z innych tytułów na rzecz nieruchomości wspólnej;
5. sporządzić protokół przejęcia nieruchomości i jej dokumentacji technicznej w imieniu wspólnoty, przechowywać dokumentację techniczną budynku oraz prowadzić i aktualizować spis właścicieli lokali i przypadających im udziałów w nieruchomości wspólnej,
6. podjąć czynności zmierzające do opracowania lub aktualizacji dokumentacji technicznej budynku i dokonać rozliczenia kosztów z tym związanych.

Sprawy z zakresu zwykłego zarządu nieruchomością wspólną zarząd wspólnoty podejmuje samodzielnie. Do spraw przekraczających zarząd zwykły potrzebna jest zgoda i pełnomocnictwo właścicieli lokali, przyjęte w formie uchwały.